# Egyenlítői-Guinea az olimpiai játékokon
Egyenlítői-Guinea első alkalommal 1984-ben vett részt az olimpiai játékokon, és azóta minden nyári olimpiára küldött sportolókat, de még nem képviseltette magát a téli olimpiai játékokon.
Egyenlítői-Guinea egyetlen olimpikonja sem szerzett még érmet. Az ország leghíresebb olimpikonja Eric Moussambani, aki világhírnévre tett szert rendkívül lassú 100 méteres gyorsúszás-teljesítménye miatt a 2000-es olimpián.
Az Egyenlítői-guineai Nemzeti Olimpiai Bizottság 1980-ban alakult meg, a NOB 1984-ben vette fel tagjai közé.